# Кумеяай (язык)
Кумеяай (Campo, Cochimí, Comeya, Cuchimí, Diegueño, Digueño, Kamia, Kamiai, Kamiyahi, Kamiyai, Ki-Miai, Ko’al, Ku’ahl, Kumeyaai, Kumeyaay, Kumia, Kw’aal, Quemayá, Tipai’, Tipái, Tipéi) — местный американский язык, на котором говорит народ кумеяай в горной местности к юго-востоку от города Текате, в 60 км к востоку от города Энсенада, в муниципалитетах Каньон-де-лос-Энсинос, Ла-Уэрта-де-лос-Индиос, Сан-Антонио-Некуа, Сан-Хосе-де-ла-Сорра и Ха’аа, в ранчо Нехи штата Нижняя Калифорния в Мексике, в мегарегионе Южная Калифорния, восточнее города Сан-Диего, а некоторые — в Имперской Долине, в США.
Кумеяай относится к кочими-юманским языкам дельта-калифорнийской ветви. Кумеяай и его соседние диалекты, ипай на севере и типай на юге, часто считались диалектами единого языка дьегеньо, но в настоящее время установился консенсус среди лингвистов, что существует, по крайней мере, три самостоятельных языка внутри диалектной цепи (см. Лэнгдон 1990). Название «кумеяай» обычно используется как для центрального языка этой семьи, так и для народа ипай-кумеяай-типай в целом. Название «типай» также широко используется в качестве коллективного обозначения носителей кумеяай и типай диалектов.